# Der Trinker (1995)
Der Trinker ist eine deutsch-österreichische Literaturverfilmung von 1995 unter der Regie von Tom Toelle. Das von Ulrich Plenzdorf verfasste Drehbuch beruht auf Hans Falladas autobiografisch geprägtem Roman Der Trinker. Harald Juhnke, der die Hauptrolle in dem Fernsehfilm übernahm, soll mit dieser Rolle auch seine eigene Alkoholerkrankung verarbeitet haben.

## Handlung
Der Lebensmittelgroßhändler Erwin Sommer und seine Frau Magda sind seit fast 15 Jahren ein Ehepaar. Zusammen führen sie das Geschäft, das Erwin Sommer von seinen Eltern geerbt hat. Geschäftliche Rückschläge nach der Wiedervereinigung, bedingt durch die Konkurrenz großer Lebensmittelketten, deren Konditionen er seinen bisherigen Abnehmern nicht bieten kann, nagen an seinem niedrigen Selbstwertgefühl. Ziellos irrt er nach den unbefriedigenden Gesprächen umher. Als Sommer später zum täglichen Mittagessen erscheint, nörgelt er herum, spricht aber sein wirkliches Problem nicht an. Beim gemeinsamen Essen mit seiner Frau benimmt er sich merkwürdig und verlangt, entgegen den sonstigen Gepflogenheiten, Wein zum Mittagessen. Als Magda kurz das Zimmer verlässt, stürzt er den restlichen noch in der Flasche befindlichen Wein herunter wie Wasser, vergisst aber nicht, die fast leere Flasche mit Wasser aufzufüllen.
Als Magda zurückkommt, nötigt sie ihn, sich etwas hinzulegen. Als Erwin wieder erwacht und von Else, dem Dienstmädchen, erfährt, dass sie ins Geschäft gegangen ist, folgt er ihr dorthin. Magda weiß inzwischen sicher, wie es um das Unternehmen steht, geht es ihm durch den Kopf. Sie wird bestimmt einen Ausweg finden, um den finanziellen Ruin aufzuhalten. Als er seine Frau durchs Fenster beim Telefonieren sieht, schleicht er sich beschämt davon und landet im Landgasthof, wo Elinor, die er heimlich verehrt, als Bedienung arbeitet. Elinor serviert ihm ein großes Bier und später auch Schnaps. Als die junge Frau kurz den Raum verlässt, nutzt er die Gelegenheit, schnappt sich die Schnapsflasche und füllt ein Wasserglas fast dreiviertel mit dem Klaren und leert es in einem Zug. Als er bezahlt, legt er einen großen Schein als Trinkgeld für Elinor dazu und verlässt das Lokal. Dann setzt er sich auf die unmittelbar davor befindliche Bahnsteigkante. Elinor folgt ihm und nimmt ihn mit auf ihr Zimmer. Als sie nackt im Bett liegt, küsst er ihre freiliegenden Brüste, wendet sich dann aber ab und steigt ohne Schuhe durchs Fenster. Am Bahndamm nimmt er einen kräftigen Zug aus seiner Schnapsflasche.
Als er mit blutenden Füßen zu Hause ankommt, beachtet er seine enttäuscht schauende Frau nicht, sondern sucht alle möglichen Flaschen mit Alkohol zusammen und brüstet sich vor Magda auch noch damit, die ihm wortlos und resigniert zuschaut. Auch zu seinen Monologen schweigt Magda, sie hilft ihm sogar noch, seine blutenden Füße in einer Schüssel zu baden. Am nächsten Morgen schämt Sommer sich. Magda versucht derweil im Geschäft zu retten, was zu retten ist, und erreicht durch geschicktes Verhandeln tatsächlich, dass es mit dem Geschäft weitergeht. Als Erwin dazukommt, versichert er seiner Frau, dass sein gestriger Ausfall eine einmalige Angelegenheit gewesen sei, und fragt Magda, wie sie nun zusammen weiter vorgehen wollen.
Erwin kann später in einem Lokal jedoch nicht widerstehen, als ihm der Barmann Rum in seine Cola schüttet, und leert das Glas gierig in einem Zug. Im Supermarkt kauft er weiteren Schnaps und zur Tarnung Toilettenpapier. Er bringt das Klopapier ins Bad, aber nur um dort gleichzeitig seinen Schnaps verstecken zu können. Auf Magdas Bitte beim Essen, mit ihr zusammen ihren Hausarzt Dr. Mansfeld aufzusuchen, reagiert Erwin sehr unwirsch. Es gibt ein unschönes Gespräch, das damit endet, dass Erwin wütend das Haus verlässt und bei Elinor auftaucht. Elinor tut so, als hätte es besagte Nacht nicht gegeben. Plötzlich erscheint Dr. Mansfeld im Lokal. Sommer haut ab. Als er den Bahndamm entlangwandert, stellt sich ihm der Arzt erneut in den Weg und komplimentiert Sommer in sein Auto, wo seine Frau schon auf ihn wartet. Mit einem bedeutungsvollen Blick gibt sie ihm seine Schuhe, die er neulich bei Elinor vergessen habe. Als das Auto wegen eines Radfahrers abbremsen muss, haut Erwin ab und landet in einer schrecklichen Kaschemme, in die er sich einmietet. Der dubiose Wirt wittert ein Geschäft und nutzt Sommers Situation gnadenlos aus, zudem versorgt er ihn stets mit Alkohol. 
Erwin Sommer verfällt nun völlig der Alkoholsucht und trinkt bis zum Exzess, auch wenn sich zwischendurch sein Magen umdreht und er sich vor Schmerzen krümmt. Lobedanz, so heißt der Wirt, wird zunehmend gieriger und verlangt immer höhere Preise fürs Zimmer. Außerdem will er, dass Erwin zur Bank geht und weiteres Geld beschafft, obwohl dieser ihm schon seine Wertsachen überlassen hat. Er nötigt Sommer, in sein eigenes Haus „einzubrechen“, und gibt ihm dazu eine Pistole mit, von der er behauptet, dass es sich nur um eine „Schreckschusswumme“ handele. In der Geldkassette zuhause findet Erwin nur wenig Geld, packt aber sein Sparbuch, Barschecks und das komplette Tafelsilber in einen Koffer, der ihm zu Boden fällt und aufspringt und die Schublade poltert gleich hinterher. Aufgeschreckt von dem Lärm steht Magda in der Tür und auch das Dienstmädchen Else taucht auf. Magda bittet Else, Dr. Mansfeld zu verständigen. Sommer jedoch stößt seine Frau harsch zur Seite. Magda bittet ihn, vernünftig zu sein, zusammen werde man eine Lösung finden. Sommer jedoch ist außer sich, geht auf sie los und würgt sie. Als Else entsetzt aufschreit, schießt er mit der mitgebrachten Pistole. Ein Geschoss schlägt nicht weit entfernt von seiner Frau in die Wand ein. Im Wegrennen hört er noch, wie Else aufgeregt ins Telefon schreit: „Er will seine Frau ermorden!“
Erwin Sommer geht zur Bank und hebt 6.000 DM von seinem Konto ab. Vor der Bank wartet zu seiner Überraschung Lobedanz schon auf ihn und will ihm unbedingt den Koffer abnehmen. Als Sommer sich wehrt und ihn nicht hergeben will, zerrt Lobedanz ihn in eine Bahnhofstoilette und nimmt ihm nach kurzem Kampf den Koffer ab, der aufgesprungen war, nachdem er alles wieder zusammengerafft hat. Allerdings hat er einige größere Scheine übersehen.
Wieder sucht Erwin Sommer Zuflucht bei Elinor und erzählt ihr, dass er mit ihr zusammen abhauen wolle. Gemeinsam trinken sie Sekt, dann jedoch taucht die von der Wirtin alarmierte Polizei auf und führt Sommer ab. Er wird nach der Waffe befragt, mit der er auf seine Frau geschossen habe, und erst jetzt erfährt er, dass es sich nicht um eine Schreckschusspistole, sondern um eine scharfe Waffe gehandelt hat. Sommer ist entsetzt bei dem Gedanken, dass er seine Frau hätte treffen können. Er wird eingesperrt. Magda hat Lobedanz inzwischen angezeigt, der ebenfalls inhaftiert wird und sich, kaum dass er Sommer sieht, auf ihn stürzt und ihm ein Stück seiner Nase abbeißt. Sommer wird auf einer Trage abtransportiert und später in eine Suchtklinik eingewiesen.
Als Sommers Entlassung im Raume steht, besucht ihn seine Frau das erste Mal. Sie erzählt ihm, dass das Geschäft so gut laufe wie noch nie, und Erwin äußert, dass er ihr den Betrieb gänzlich überschreiben wolle, was Magda sehr gefällt. Sie kommt nun auch auf den Punkt und teilt ihm unverblümt mit, dass sie sich scheiden lassen werde, weil sie sich nicht nur beruflich mit dem ehemaligen Konkurrenten Liebl zusammengetan habe. Erwin Sommer nimmt diese Nachricht scheinbar gelassen hin. Was sie wirklich in ihm auslöst, will er seine Frau nicht merken lassen. Als Magda ihn fragt, was er nach seiner Entlassung zu tun gedenke, weiß er keine Antwort.
Später allein im Arztzimmer, schüttet er sich 96%igen Alkohol in ein Glas, füllt es mit Leitungswasser auf und leert es in einem Zug. Danach bricht er auf dem Flur zusammen. Als Letztes erscheint Elinor vor seinem geistigen Auge, bevor sein Leid ein Ende hat.

## Produktion und Hintergrund
Falladas Roman Der Trinker ist in der Ich-Form erzählt, was ihm eine zusätzliche Tiefe gibt. Das Buch endet – anders als der Film – damit, dass Erwin Sommer entmündigt und für unzurechnungsfähig erklärt wird. Er wird in eine geschlossene Heil- und Pflegeanstalt eingewiesen. Da er sich in der Anstalt ziemlich frei bewegen darf, nimmt er den Tuberkulosekranken heimlich ihre kleinen Flaschen ab, in die sie ihren Auswurf spucken, und trinkt sie aus.
Hauptdarsteller Harald Juhnke bekannte in seinem Buch Meine sieben Leben (1998): „Kein Produzent hatte mir das Projekt nahegelegt, kein Regisseur mich mit einem Drehbuch gelockt. Ich wollte den «Trinker» auf dem Bildschirm sehen, ich lange ganz allein.“ So sehr habe er sich mit Falladas Selbstbild, einem „Kater mit seinen sieben Leben“, identifiziert.
Zunächst erhielt Juhnke Absagen, auch von dem bewährten Fallada-Regisseur Herbert Ballmann. Als Produzent Harald Müller von sich aus Juhnke Rollenangebote machen wollte, nutzte dieser die Gelegenheit und bestand auf der Verfilmung des Trinkers durch den WDR mit ihm selbst in der Hauptrolle. Der WDR war dazu bereit, bestimmte Tom Toelle als Regisseur und legte zweieinhalb Millionen für dreißig Drehtage fest.
Doch Juhnkes Basler Therapeut, der seine Sucht besser als jeder andere kannte, riet ihm dringend davon ab, da das ständige Trinken von Mineralwasser bei den Dreharbeiten ihn dazu verleiten könnte, echten Alkohol zu konsumieren. Tatsächlich wollte Juhnke trotz Müllers Protest nun von der Rolle zurücktreten. Da starb unerwartet der Therapeut, und damit gab es für Juhnke kein Hindernis mehr, den Trinker doch zu spielen.
Ulrich Plenzdorf hat den 1944/45 im Gefängnis entstandenen autobiografischen Roman Der Trinker von Hans Fallada (1893–1947) für eine Verfilmung durch Tom Toelle adaptiert und die Handlung dabei aus der Entstehungszeit in die Zeit der Wende verlegt.
Produziert wurde das Drama von der Artus-Film in Zusammenarbeit mit dem WDR und dem ORF. Die Dreharbeiten fanden in Berlin-Buch und Zepernick, in Nauen und in Neuruppin sowie Fehrbellin in Brandenburg statt. Die Szenen, die im Geschäft der Sommers spielen, wurden in der Mühle in Wustrau-Altfriesack gedreht, die Kneipenszenen im eigens dafür umgebauten Wartesaal des Bahnhofs Walsleben. Die Ausstattung stammt von Götz Heymann, die Maske von Karin Otto und Hasso von Hugo. Es wurden 33 Drehtage benötigt, das Budget lag bei etwa zweieinhalb Millionen D-Mark.
Der Trinker hatte am 6. Dezember 1995 im Deutschen Fernsehen in der ARD Premiere. Bei der Erstausstrahlung sahen etwa 6,8 Millionen Menschen zu. Der Film ist seit dem 28. März 2008 auf DVD erhältlich, Anbieter: Universal.
Hauptdarsteller Juhnke verwahrte sich gegen die Vorstellung, der „Trinker der Nation“ habe nur sich selbst spielen müssen: Regisseur Tom Toelle habe sich manchmal erst nach Stunden für zehn Sekunden fertigen Films zufriedengegeben. Doch die Befürchtungen von Juhnkes Therapeuten bewahrheiteten sich: „Der Preis war, daß ich nach den verführerischen Trockenübungen am Drehort zu Hause wieder zur «richtigen» Flasche griff.“ Juhnke landete auf der Intensivstation und entging nur knapp dem Tod.
Harald Juhnke bekannte damals, dass der Film ihn verändert habe und er seine eigenen Alkoholprobleme nicht mehr so weggewischt habe, sondern ihm bewusst geworden sei, dass es sich um eine ernsthafte Krankheit handele. Übereinstimmend wurde Juhnkes Leistung in diesem Film als Glanzvorstellung bezeichnet, gespielt mit großer Präzision und Leidenschaft.
Es gibt eine weitere Verfilmung unter dem Titel Der Trinker von 1967 mit Siegfried Lowitz in der Titelrolle des Erwin Sommer. Lowitz erhielt für seine Leistung die Goldene Kamera.

## Kritik
„Eindrucksvolle, vor allem darstellerisch überzeugende Adaption eines autobiografischen Romans von Hans Fallada, die glaubwürdig in die Umbruchsituation nach der deutschen Wiedervereinigung verlegt wurde.“

„Hauptdarsteller Harald Juhnke zeigt hier in der Rolle des Trinkers Erwin Sommer eine seiner besten schauspielerischen Leistungen. Vielleicht liegt es daran, dass er sich gut in den Protagonisten hineinversetzen konnte – denn er selbst machte immer wieder mit Alkoholexzessen von sich reden.“